# Rio Uriuaná
Rio Uriuaná är ett vattendrag i Brasilien.   Det ligger i delstaten Pará, i den centrala delen av landet, 1 500 km norr om huvudstaden Brasília.
I omgivningarna runt Rio Uriuaná växer i huvudsak städsegrön lövskog. Trakten runt Rio Uriuaná är nära nog obefolkad, med mindre än två invånare per kvadratkilometer.